# Glypta longiventris
Glypta longiventris är en stekelart som beskrevs av Cresson 1870. Glypta longiventris ingår i släktet Glypta och familjen brokparasitsteklar. Inga underarter finns listade i Catalogue of Life.